# George Frisbie Hoar

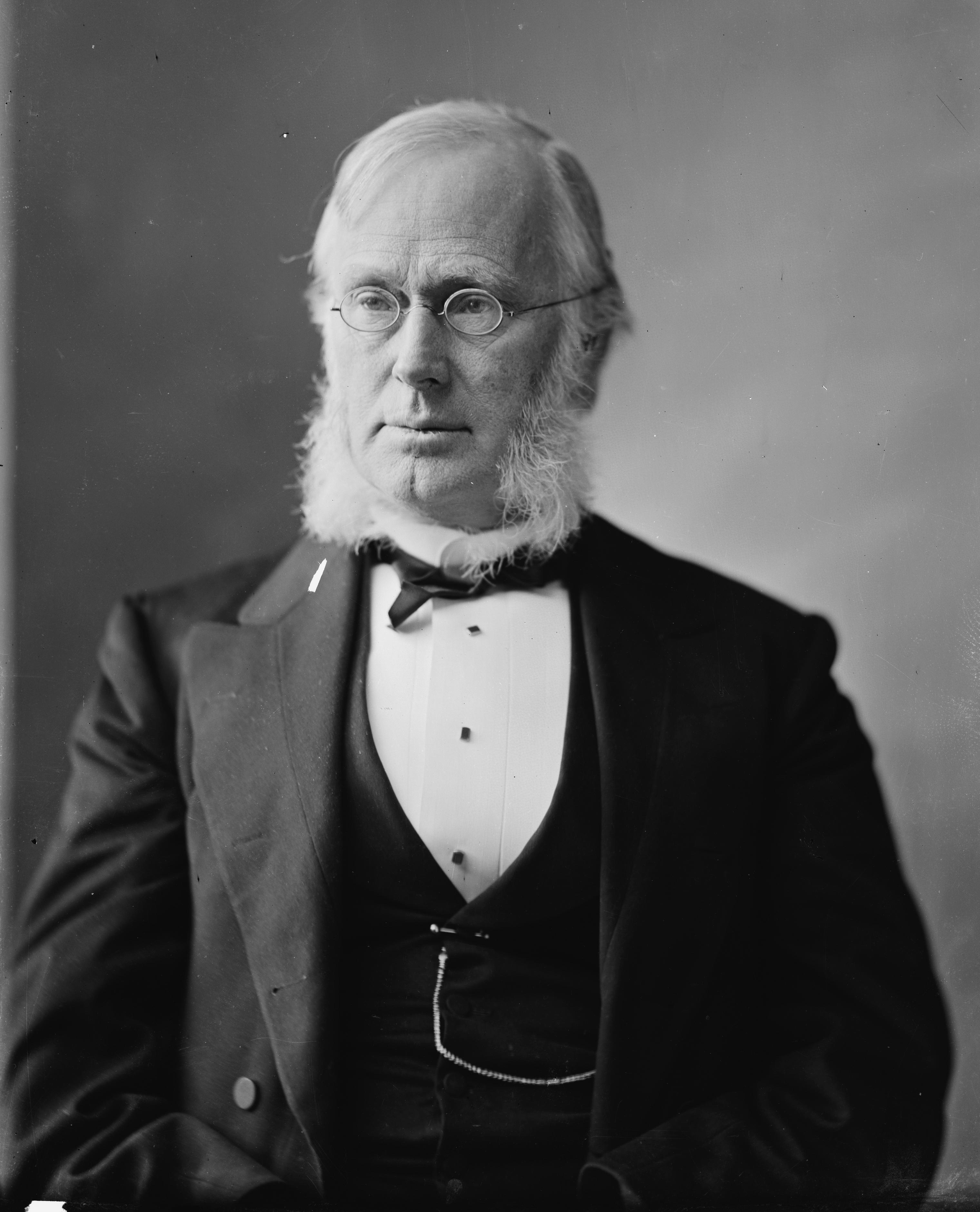
George Frisbie Hoar

George Frisbie Hoar, född 29 april 1826 i Concord, Massachusetts, död 30 september 1904 i Worcester, Massachusetts, var en amerikansk republikansk politiker. Han var bror till USA:s justitieminister Ebenezer R. Hoar. Fadern Samuel Hoar var ledamot av USA:s representanthus 1835-1837.
Han avlade 1846 sin grundexamen vid Harvard University och 1849 juristexamen vid Harvard Law School. Han blev 1852 invald i Massachusetts House of Representatives, underhuset i delstatens lagstiftande församling. Han inledde sin politiska karriär i Free Soil Party men gick med i republikanerna strax efter att partiet grundades. Han blev 1857 invald i delstatens senat.
Han var ledamot av USA:s representanthus 1869-1877. Han var en av representanthusets åklagare när William W. Belknap 1876 ställdes inför riksrätt. Hoar var ledamot av USA:s senat från 1877 fram till sin död. Han talade 1886 i senaten för kvinnlig rösträtt. Han fungerande som ordförande på republikanernas partimöte 1888. I samband med spansk-amerikanska kriget kritiserade han hårt den imperialism som William McKinleys administration företrädde. Han krävde också att Filippinerna skulle få sin självständighet. 
Hoars grav finns på Sleepy Hollow Cemetery i Concord, Massachusetts.